# Estación Perquilauquén

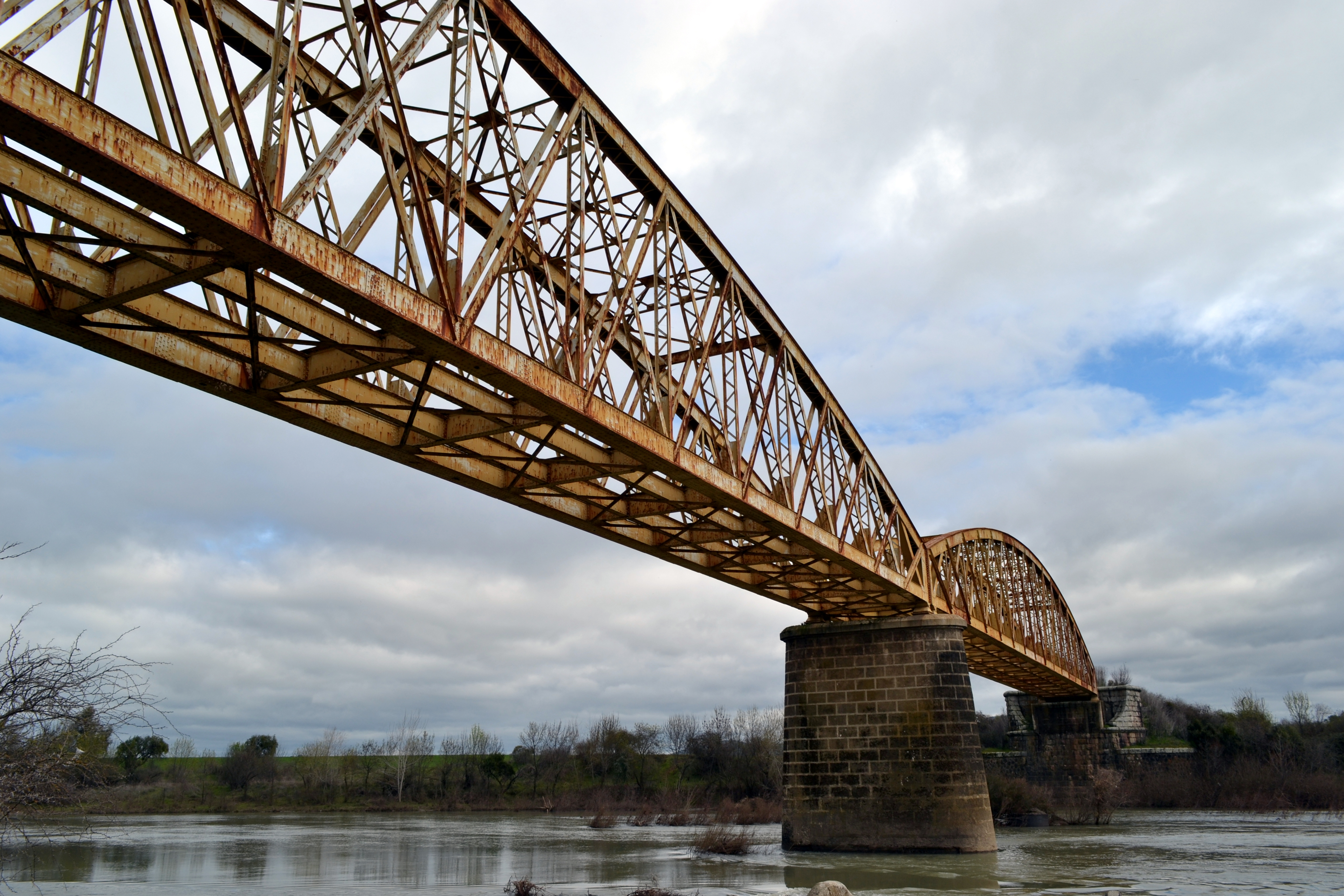
Puente ferroviario sobre el Río Perquilauquén

La Estación de Perquilauquén es una estación ubicada en la comuna chilena de Parral, perteneciente a la Provincia de Linares de la Región del Maule.La estación es parte de un grupo de estaciones del recorrido troncal, la cual es un exponente de un conjunto de estaciones construidas después del terremoto de 1928. Esto le da más valor histórico y arquitectónico.

## Historia
Fue construida junto con la unión de la vía del FC Talcahuano - Chillán y Angol con el FC Santiago - Curicó, a fines del siglo XIX. Luego pasó a formar parte de la Red Sur de Ferrocarriles del Estado, ubicada en el km 350. Se encuentra en las cercanías del río del mismo nombre. Esta estación se encuentra próxima al límite regional con la Región de Ñuble. Cuenta con un amplio patio de rieles donde se guardan algunas mercancías de carga en las bodegas existentes en el recinto. Cuenta con una oficina de tráfico donde Ferrocarriles controla el tráfico de carga y de pasajeros. Se encuentra a 50 km al sur de la estación Linares y 47 kilómetros al norte de la estación Chillán.
El 20 de enero de 2017 la estación fue declarada Monumento Nacional en la categoría de Monumento Histórico.

## Valor administrativo, político y económico
En total son cinco estaciones de ferrocarriles, contando la de Perquilauquén que reciben la denominación de Monumento Histórico. Las de las comunas de Chimbarongo, en la Región del Libertador Bernardo O'Higgins, de Teno, San Rafael y Villa Alegre, todas estas pertenecientes a la Región del Maule. Este conjunto de estaciones son una muestra material y concreta de un proyecto estatal de Chile, a finales del siglo XIX y principios del XX, el que supo integrar y condensar de forma óptima las regiones del sur, no sólo a nivel de transporte, sino a nivel político, administrativo, social y económico, debido a que uno de los principales usos de esta línea férrea, pretendía transportar los productos agrícolas, como por ejemplo, cereales, a los principales puertos de la zona central del país, para luego exportarlos al mercado internacional.

## Valor histórico y artístico
En las cinco estaciones mencionadas en el párrafo anterior, se pueden identificar ciertos valores históricos y artísticos, sobre todo en el ámbito arquitectónico y urbanístico. A continuación se mencionan: 
- Las cinco estaciones son testimonio material de un proyecto ferroviario estatal que estaba destinado a la conexión entre el país y la zona sur, permitiendo un desarrollo económico con base en la exportación de trigo.

- El estilo colonial, propio de la arquitectura de la zona centro sur del país a finales del siglo XIX, también se encontraba presente en las estaciones y ramales de la época.

- El paisaje también se vio modificado con la instalación y construcción de las estaciones y vías.

- En las cinco estaciones mencionadas con anterioridad, se mantienen conservadas la estación de pasajeros y el andén isla. Chimbarongo, Teno y Villa Alegre, tienen además bodega; las dos primeras y San Rafael conservan la cabina de movilización; y en Teno y Perquilauquén se ha conservado la casa del jefe de estación.[3]